# Cantó de Le Teilleul
El cantó de Le Teilleul és un cantó francès del departament de la Manche, situat al districte d'Avranches. Té 8 municipis i el cap es Le Teilleul.

## Municipis
- Buais
- Ferrières
- Heussé
- Husson
- Sainte-Marie-du-Bois
- Saint-Symphorien-des-Monts
- Savigny-le-Vieux
- Le Teilleul

## Història
| Data d'elecció                           | Identitat        | Partit            | Qualitat |
| ---------------------------------------- | ---------------- | ----------------- | -------- |
| 1945-1955                                | Marcel Nail      | Divers droite     |          |
| 1955-1985                                | Adrien Séquard   | CNIP, després UDF |          |
| 1985-2011                                | Jean Bizet       | RPR, després UMP  |          |
| 2011-                                    | François Davoust | Divers gauche     |          |
| les dades anteriors no són pas conegudes |                  |                   |          |
|                                          |                  |                   |          |

## Demografia
| A partir de 1990: Població sense dobles comptes |